# Grand Prix Kataru 2021
Grand Prix Kataru 2021, oficjalnie Formula 1 Ooredoo Qatar Grand Prix 2021 – dwudziesta runda Mistrzostw Świata Formuły 1 w sezonie 2021. Grand Prix odbyło się w dniach 19–21 listopada 2021 na torze Losail International Circuit w Lusajlu. Wyścig wygrał po starcie z pole position Lewis Hamilton (Mercedes), a na podium kolejno stanęli Max Verstappen (Red Bull) oraz Fernando Alonso (Alpine).

## Lista startowa
| Nr          | Kierowca           | Zespół                                  | Samochód                          | Silnik                      | Opony |
| ----------- | ------------------ | --------------------------------------- | --------------------------------- | --------------------------- | ----- |
| 3           | Daniel Ricciardo   | McLaren F1 Team                         | McLaren MCL35M                    | Mercedes-AMG F1 M12 1,6 V6T | P     |
| 4           | Lando Norris       | McLaren F1 Team                         | McLaren MCL35M                    | Mercedes-AMG F1 M12 1,6 V6T | P     |
| 5           | Sebastian Vettel   | Aston Martin Cognizant Formula One Team | Aston Martin AMR21                | Mercedes-AMG F1 M12 1,6 V6T | P     |
| 6           | Nicholas Latifi    | Williams Racing                         | Williams FW43B                    | Mercedes-AMG F1 M12 1,6 V6T | P     |
| 7           | Kimi Räikkönen     | Alfa Romeo Racing ORLEN                 | Alfa Romeo C41                    | Ferrari 065/6 1,6 V6T       | P     |
| 9           | Nikita Mazepin     | Uralkali Haas F1 Team                   | Haas VF-21                        | Ferrari 065/6 1,6 V6T       | P     |
| 10          | Pierre Gasly       | Scuderia AlphaTauri Honda               | AlphaTauri AT02                   | Honda RA621H 1,6 V6T        | P     |
| 11          | Sergio Pérez       | Red Bull Racing Honda                   | Red Bull RB16B                    | Honda RA621H 1,6 V6T        | P     |
| 14          | Fernando Alonso    | Alpine F1 Team                          | Alpine A521                       | Renault E-Tech 20B 1,6 V6T  | P     |
| 16          | Charles Leclerc    | Scuderia Ferrari Mission Winnow         | Ferrari SF21                      | Ferrari 065/6 1,6 V6T       | P     |
| 18          | Lance Stroll       | Aston Martin Cognizant Formula One Team | Aston Martin AMR21                | Mercedes-AMG F1 M12 1,6 V6T | P     |
| 22          | Yūki Tsunoda       | Scuderia AlphaTauri Honda               | AlphaTauri AT02                   | Honda RA621H 1,6 V6T        | P     |
| 31          | Esteban Ocon       | Alpine F1 Team                          | Alpine A521                       | Renault E-Tech 20B 1,6 V6T  | P     |
| 33          | Max Verstappen     | Red Bull Racing Honda                   | Red Bull RB16B                    | Honda RA621H 1,6 V6T        | P     |
| 44          | Lewis Hamilton     | Mercedes-AMG Petronas Formula One Team  | Mercedes-AMG F1 W12 E Performance | Mercedes-AMG F1 M12 1,6 V6T | P     |
| 47          | Mick Schumacher    | Uralkali Haas F1 Team                   | Haas VF-21                        | Ferrari 065/6 1,6 V6T       | P     |
| 55          | Carlos Sainz Jr.   | Scuderia Ferrari Mission Winnow         | Ferrari SF21                      | Ferrari 065/6 1,6 V6T       | P     |
| 63          | George Russell     | Williams Racing                         | Williams FW43B                    | Mercedes-AMG F1 M12 1,6 V6T | P     |
| 77          | Valtteri Bottas    | Mercedes-AMG Petronas Formula One Team  | Mercedes-AMG F1 W12 E Performance | Mercedes-AMG F1 M12 1,6 V6T | P     |
| 99          | Antonio Giovinazzi | Alfa Romeo Racing ORLEN                 | Alfa Romeo C41                    | Ferrari 065/6 1,6 V6T       | P     |
| Źródło: FIA |                    |                                         |                                   |                             |       |

## Wyniki

### Zwycięzcy sesji treningowych
| Sesja       | Nr | Kierowca        | Konstruktor | Czas     | Okr. |
| ----------- | -- | --------------- | ----------- | -------- | ---- |
| 1           | 33 | Max Verstappen  | Red Bull    | 1:23,723 | 22   |
| 2           | 77 | Valtteri Bottas | Mercedes    | 1:23,148 | 27   |
| 3           | 77 | Valtteri Bottas | Mercedes    | 1:22,310 | 17   |
| Źródło: FIA |    |                 |             |          |      |

### Kwalifikacje
| P                    | Nr | Kierowca           | Konstruktor           | Czasy w kwalifikacjach | Czasy w kwalifikacjach | Czasy w kwalifikacjach | Poz. s. |
| P                    | Nr | Kierowca           | Konstruktor           | Q1                     | Q2                     | Q3                     | Poz. s. |
| -------------------- | -- | ------------------ | --------------------- | ---------------------- | ---------------------- | ---------------------- | ------- |
| 1                    | 44 | Lewis Hamilton     | Mercedes              | 1:21,901               | 1:21,682               | 1:20,827               | 1       |
| 2                    | 33 | Max Verstappen     | Red Bull Racing-Honda | 1:21,996               | 1:21,984               | 1:21,424               | 7       |
| 3                    | 77 | Valtteri Bottas    | Mercedes              | 1:22,016               | 1:21,991               | 1:21,478               | 6       |
| 4                    | 10 | Pierre Gasly       | AlphaTauri-Honda      | 1:22,535               | 1:21,728               | 1:21,640               | 2       |
| 5                    | 14 | Fernando Alonso    | Alpine-Renault        | 1:22,422               | 1:21,894               | 1:21,670               | 3       |
| 6                    | 4  | Lando Norris       | McLaren-Mercedes      | 1:22,839               | 1:22,216               | 1:21,731               | 4       |
| 7                    | 55 | Carlos Sainz Jr.   | Ferrari               | 1:22,304               | 1:22,241               | 1:21,840               | 5       |
| 8                    | 22 | Yūki Tsunoda       | AlphaTauri-Honda      | 1:22,458               | 1:22,058               | 1:21,881               | 8       |
| 9                    | 31 | Esteban Ocon       | Alpine-Renault        | 1:22,565               | 1:22,012               | 1:22,028               | 9       |
| 10                   | 5  | Sebastian Vettel   | Aston Martin-Mercedes | 1:22,549               | 1:22,146               | 1:22,785               | 10      |
| 11                   | 11 | Sergio Pérez       | Red Bull Racing-Honda | 1:22,398               | 1:22,346               |                        | 11      |
| 12                   | 18 | Lance Stroll       | Aston Martin-Mercedes | 1:22,551               | 1:22,460               |                        | 12      |
| 13                   | 16 | Charles Leclerc    | Ferrari               | 1:22,742               | 1:22,463               |                        | 13      |
| 14                   | 3  | Daniel Ricciardo   | McLaren-Mercedes      | 1:22,688               | 1:22,597               |                        | 14      |
| 15                   | 63 | George Russell     | Williams-Mercedes     | 1:22,863               | 1:22,756               |                        | 15      |
| 16                   | 7  | Kimi Räikkönen     | Alfa Romeo-Ferrari    | 1:23,156               |                        |                        | 16      |
| 17                   | 6  | Nicholas Latifi    | Williams-Mercedes     | 1:23,213               |                        |                        | 17      |
| 18                   | 99 | Antonio Giovinazzi | Alfa Romeo-Ferrari    | 1:23,262               |                        |                        | 18      |
| 19                   | 47 | Mick Schumacher    | Haas-Ferrari          | 1:23,407               |                        |                        | 19      |
| 20                   | 9  | Nikita Mazepin     | Haas-Ferrari          | 1:25,859               |                        |                        | 20      |
| 107% czasu: 1:27,634 |    |                    |                       |                        |                        |                        |         |
| Źródło: FIA          |    |                    |                       |                        |                        |                        |         |

Uwagi
1. ↑  Max Verstappen otrzymał karę cofnięcia o 5 pozycji za niespowolnienie podczas podwójnych żółtych flag[6].
2. ↑  Valtteri Bottas otrzymał karę cofnięcia o 3 pozycje za niespowolnienie podczas żółtych flag[7].

### Wyścig
| P           | Nr | Kierowca           | Konstruktor           | Okr. | Czas                   | Start | +/–       | Punkty |
| ----------- | -- | ------------------ | --------------------- | ---- | ---------------------- | ----- | --------- | ------ |
| 1           | 44 | Lewis Hamilton     | Mercedes              | 57   | 1:24:28,471            | 1     | Bez zmian | 25     |
| 2           | 33 | Max Verstappen     | Red Bull Racing-Honda | 57   | +25,743                | 7     | 5         | 18+1   |
| 3           | 14 | Fernando Alonso    | Alpine-Renault        | 57   | +59,457                | 3     | Bez zmian | 15     |
| 4           | 11 | Sergio Pérez       | Red Bull Racing-Honda | 57   | +1:02,306              | 11    | 7         | 12     |
| 5           | 31 | Esteban Ocon       | Alpine-Renault        | 57   | +1:20,570              | 9     | 4         | 10     |
| 6           | 18 | Lance Stroll       | Aston Martin-Mercedes | 57   | +1:21,274              | 12    | 6         | 8      |
| 7           | 55 | Carlos Sainz Jr.   | Ferrari               | 57   | +1:21,911              | 5     | 2         | 6      |
| 8           | 16 | Charles Leclerc    | Ferrari               | 57   | +1:23,126              | 13    | 5         | 4      |
| 9           | 4  | Lando Norris       | McLaren-Mercedes      | 56   | +1 okrążenie           | 4     | 5         | 2      |
| 10          | 5  | Sebastian Vettel   | Aston Martin-Mercedes | 56   | +1 okrążenie           | 10    | Bez zmian | 1      |
| 11          | 10 | Pierre Gasly       | AlphaTauri-Honda      | 56   | +1 okrążenie           | 2     | 9         |        |
| 12          | 3  | Daniel Ricciardo   | McLaren-Mercedes      | 56   | +1 okrążenie           | 14    | 2         |        |
| 13          | 22 | Yūki Tsunoda       | AlphaTauri-Honda      | 56   | +1 okrążenie           | 8     | 5         |        |
| 14          | 7  | Kimi Räikkönen     | Alfa Romeo-Ferrari    | 56   | +1 okrążenie           | 16    | 2         |        |
| 15          | 99 | Antonio Giovinazzi | Alfa Romeo-Ferrari    | 56   | +1 okrążenie           | 18    | 3         |        |
| 16          | 47 | Mick Schumacher    | Haas-Ferrari          | 56   | +1 okrążenie           | 19    | 3         |        |
| 17          | 63 | George Russell     | Williams-Mercedes     | 56   | +1 okrążenie           | 15    | 2         |        |
| 18          | 9  | Nikita Mazepin     | Haas-Ferrari          | 56   | +1 okrążenie           | 20    | 2         |        |
| NS          | 6  | Nicholas Latifi    | Williams-Mercedes     | 50   | NU (przebicie opony)   | 17    |           |        |
| NS          | 77 | Valtteri Bottas    | Mercedes              | 48   | NU (uszkodzenia kłute) | 6     |           |        |
| Źródło: FIA |    |                    |                       |      |                        |       |           |        |

Uwagi
1. ↑  Dodatkowy 1 punkt jest przyznawany kierowcy, który ustanowił najszybsze okrążenie w wyścigu, pod warunkiem, że ukończył wyścig w pierwszej 10.

### Najszybsze okrążenie
| Nr          | Kierowca       | Konstruktor | Czas     | Okr. |
| ----------- | -------------- | ----------- | -------- | ---- |
| 33          | Max Verstappen | Red Bull    | 1:23,196 | 57   |
| Źródło: FIA |                |             |          |      |

### Prowadzenie w wyścigu
| Nr                              | Kierowca       | Konstruktor | Okrążenia | Suma |
| ------------------------------- | -------------- | ----------- | --------- | ---- |
| 44                              | Lewis Hamilton | Mercedes    | 1–57      | 57   |
| \| Wykres \| \| ------ \| \| \| |                |             |           |      |
| Źródło: FIA                     |                |             |           |      |
| Wykres                          |                |             |           |      |
|                                 |                |             |           |      |

## Klasyfikacja po wyścigu

### Kierowcy
Źródło: FIA
| P  | +/− | Kierowca           | Starty | Punkty | P1 | P2 | P3 | PP | NO | NS |
| -- | --- | ------------------ | ------ | ------ | -- | -- | -- | -- | -- | -- |
| 1  | 0   | Max Verstappen     | 20     | 351,5  | 9  | 7  | –  | 8  | 5  | 2  |
| 2  | 0   | Lewis Hamilton     | 20     | 343,5  | 7  | 8  | 1  | 4  | 5  | 1  |
| 3  | 0   | Valtteri Bottas    | 20     | 203    | 1  | 1  | 8  | 4  | 4  | 4  |
| 4  | 0   | Sergio Pérez       | 20     | 190    | 1  | –  | 5  | –  | 2  | 1  |
| 5  | 0   | Lando Norris       | 20     | 153    | –  | 1  | 3  | 1  | 1  | 1  |
| 6  | 0   | Charles Leclerc    | 20     | 152    | –  | 1  | –  | 2  | –  | 2  |
| 7  | 0   | Carlos Sainz Jr.   | 20     | 145,5  | –  | 1  | 2  | –  | –  | –  |
| 8  | 0   | Daniel Ricciardo   | 20     | 105    | 1  | –  | –  | –  | 1  | 1  |
| 9  | 0   | Pierre Gasly       | 20     | 92     | –  | –  | 1  | –  | 1  | 3  |
| 10 | 0   | Fernando Alonso    | 20     | 77     | –  | –  | –  | –  | –  | 2  |
| 11 | 0   | Esteban Ocon       | 20     | 60     | 1  | –  | –  | –  | –  | 3  |
| 12 | 0   | Sebastian Vettel   | 20     | 43     | –  | 1  | –  | –  | –  | 2  |
| 13 | 0   | Lance Stroll       | 20     | 34     | –  | –  | –  | –  | –  | 3  |
| 14 | 0   | Yūki Tsunoda       | 20     | 20     | –  | –  | –  | –  | –  | 4  |
| 15 | 0   | George Russell     | 20     | 16     | –  | 1  | –  | –  | –  | 2  |
| 16 | 0   | Kimi Räikkönen     | 18     | 10     | –  | –  | –  | –  | –  | 1  |
| 17 | 0   | Nicholas Latifi    | 20     | 7      | –  | –  | –  | –  | –  | 2  |
| 18 | 0   | Antonio Giovinazzi | 20     | 1      | –  | –  | –  | –  | –  | –  |
| 19 | 0   | Mick Schumacher    | 20     | 0      | –  | –  | –  | –  | –  | 2  |
| 20 | 0   | Robert Kubica      | 2      | 0      | –  | –  | –  | –  | –  | –  |
| 21 | 0   | Nikita Mazepin     | 20     | 0      | –  | –  | –  | –  | –  | 4  |
| P  | +/− | Kierowca           | Starty | Punkty | P1 | P2 | P3 | PP | NO | NS |

### Konstruktorzy
Źródło: FIA
| P  | +/− | Konstruktor               | Starty | Punkty | P1 | P2 | P3 | PP | NO | NS |
| -- | --- | ------------------------- | ------ | ------ | -- | -- | -- | -- | -- | -- |
| 1  | 0   | Mercedes                  | 40     | 546,5  | 8  | 8  | 9  | 8  | 9  | 5  |
| 2  | 0   | Red Bull Racing-Honda     | 40     | 541,5  | 10 | 8  | 4  | 9  | 7  | 3  |
| 3  | 0   | Ferrari                   | 40     | 297,5  | –  | 2  | 2  | 2  | –  | 2  |
| 4  | 0   | McLaren-Mercedes          | 40     | 258    | 1  | 1  | 3  | 1  | 2  | 2  |
| 5  | 0   | Alpine-Renault            | 40     | 137    | 1  | –  | –  | –  | –  | 5  |
| 6  | 0   | Scuderia AlphaTauri-Honda | 40     | 112    | –  | –  | 1  | –  | 1  | 7  |
| 7  | 0   | Aston Martin-Mercedes     | 40     | 77     | –  | 1  | –  | –  | –  | 5  |
| 8  | 0   | Williams-Mercedes         | 40     | 23     | –  | 1  | –  | –  | –  | 4  |
| 9  | 0   | Alfa Romeo Racing-Ferrari | 40     | 11     | –  | –  | –  | –  | –  | 1  |
| 10 | 0   | Haas-Ferrari              | 40     | 0      | –  | –  | –  | –  | –  | 6  |
| P  | +/− | Konstruktor               | Starty | Punkty | P1 | P2 | P3 | PP | NO | NS |